# Didymocarpus wengeri
Didymocarpus wengeri là một loài thực vật có hoa trong họ Tai voi. Loài này được C.E.C.Fisch. mô tả khoa học đầu tiên năm 1928.